# La Vallée de Joux
La Vallée de Joux ist eine zukünftige politische Gemeinde im Bezirk Jura-Nord vaudois des Kantons Waadt in der Schweiz.

## Geschichte
Die Gemeinde entsteht durch den Zusammenschluss der Gemeinden L’Abbaye, Le Chenit und Le Lieu.
Die Fusion wird per 1. Januar 2027 erfolgen.